# Ulysse Ndong
Ulysse Daryl Obame-Ndong (Parigi, 24 novembre 1992) è un calciatore francese naturalizzato gabonese, centrocampista del Béroche-Gorgier.

## Carriera

### Club
Ha giocato nella massima serie dei campionati cipriota, bulgaro e qatariota.

### Nazionale
Nel 2016 ha esordito in nazionale.

## Statistiche

### Cronologia presenze e reti in nazionale
| Cronologia completa delle presenze e delle reti in nazionale ― Gabon | Cronologia completa delle presenze e delle reti in nazionale ― Gabon | Cronologia completa delle presenze e delle reti in nazionale ― Gabon | Cronologia completa delle presenze e delle reti in nazionale ― Gabon | Cronologia completa delle presenze e delle reti in nazionale ― Gabon | Cronologia completa delle presenze e delle reti in nazionale ― Gabon | Cronologia completa delle presenze e delle reti in nazionale ― Gabon | Cronologia completa delle presenze e delle reti in nazionale ― Gabon |
| Data                                                                 | Città                                                                | In casa                                                              | Risultato                                                            | Ospiti                                                               | Competizione                                                         | Reti                                                                 | Note                                                                 |
| -------------------------------------------------------------------- | -------------------------------------------------------------------- | -------------------------------------------------------------------- | -------------------------------------------------------------------- | -------------------------------------------------------------------- | -------------------------------------------------------------------- | -------------------------------------------------------------------- | -------------------------------------------------------------------- |
| 10-6-2017                                                            | Bamako                                                               | Mali                                                                 | 2 – 1                                                                | Gabon                                                                | Qual. Coppa d'Africa 2019                                            | -                                                                    | 56’                                                                  |
| Totale                                                               |                                                                      | Presenze                                                             | 1                                                                    |                                                                      | Reti                                                                 | 0                                                                    |                                                                      |